# Koupaliště v Hradci Králové
Historie veřejných koupališť a plováren v Hradci Králové sahá až do poloviny 19. století, kdy byla na Orlici vybudována tzv. vojenská plovárna.

## Říční koupaliště

### Vojenská plovárna
Vojenská plovárna byla vybudována již v polovině 19. století v místě u dnešního Moravského jezu na levém břehu Orlice (naproti dnešnímu zimnímu stadionu). V rámci druhé fáze regulace Orlice v letech 1910–1912 byla plovárna přemístěna k Malšovickému mostu a později, v roce 1918, na jejím místě vznikla loděnice, kde dnes působí vodácký klub VK Slavia Hradec Králové.

### Městská-Občanská plovárna
Založena roku 1891 u dnešního Orlického mostu. Později musela ustoupit II. silničnímu (Gočárovu) okruhu.

### Slezská plovárna
Pravděpodobně nejznámější z hradeckých plováren na Orlici. Byla otevřena v létě roku 1928. Hlavním důvodem pro její zřízení byl počet utonulých lidí, kteří se koupali v Orlici pod jezem mlejnek, což bylo oblíbené místo na koupání zejm. obyvatel Slezského Předměstí a Malšovic. Voda zde vytvářela vír, který strhával plavce ke dnu. Každý rok se zde utopilo několik lidí, přestože koupání zde bylo i pod hrozbou vězení zakázáno.
V letech 1923–1927 byl v rámci čtvrté etapy úprav řeky Orlice postaven nový Malšovický jez. Následně byla postavena i Slezská plovárna. V srpnu 1928 na ní v rámci oslav otevření probíhaly různé akce – významnou událostí byl např. sportovní den nazvaný „Hold Slunci“, jehož součástí byly např. jízda na kole přes lávku či závody v plavání.
Plovárna byla obcí Slezské Předměstí a následně městem Hradec Králové provozována nejméně do roku 1980. Dnes v jejím areálu působí zejm. sportovní klub vodního slalomu SKVS Slavia Hradec Králové, jehož součástí je i královéhradecký studentský Akademický vodácký klub, dále Raft klub, Vodácký klub nebo Daneta.
Dodnes se sem lidé chodí koupat, ačkoli plovárna již dávno oficiálně neexistuje – zbyly tu jen dřevěné šatny. V současné době se však jedná o jejím obnovení.

### Pláž u Labe
V roce 2004 byla v Hradci Králové na levém břehu řeky Labe na náplavce u Tyršova mostu vybudována první umělá písečná pláž v České republice. Byla otevřena 11. července 2004 a bylo třeba na ni navézt 160 m3 písku. Její součástí byla převlékárna, slunečníky, stánky s občerstvením a schůdky do Labe. Potápěči též před jejím otevřením vyčistili dno řeky. Vybudování a provoz sponzorovala částkou 270 tisíc Kč společnost Algida. V dalších letech byla sice pláž obnovena, ale již bez písku, protože se nepodařilo sehnat sponzora na její provoz. Vybudování městské pláže stálo nakonec u počátku královéhradecké tradice nazvané Den Labe, ze které se stala jedna z nejnavštěvovanějších akcí ve městě.

## Umělá koupaliště

### Městské lázně – Aquacentrum
Městské lázně byly v Hradci Králové postaveny v roce 1933. V roce 1993 u nich byl vybudován také padesátimetrový plavecký bazén. Od roku 1993 do roku 1998 byly původní lázně uzavřené a procházely rekonstrukcí. V roce 1998 byly znovuotevřeny jako královéhradecké aquacentrum s tobogánem a mnoha dalšími atrakcemi.

### Koupaliště Flošna
Koupaliště Flošna je letní koupaliště pod širým nebem nacházející se naproti Malšovické aréně nedaleko centra města. Bylo otevřeno v květnu 2010. Disponuje třemi bazény – padesátimetrovým plaveckým, rekreačním s tobogánem a jinými atrakcemi a dětským bazénem se skluzavkou. Po celou sezonu je voda vyhřívána na 26–28 °C. V areálu se mj. nachází i wellness studio s celoročním provozem, hřiště na plážové sporty, squash, bowling, fitness, restaurace a další. Ve vybraných dnech je možné i noční koupání.

## Ostatní koupaliště
Kromě těchto koupališť je populární koupání např. na Stříbrném rybníku („Stříbrňák“), na rybníku Biřička a v písnících v okolí Hradce Králové – oblíbený je zejm. Opatovický písník („Opaťák“), který se již ale nachází těsně za hranicí Hradce Králové na území Pardubického kraje, dále např. Bělečský písník (na území obce Běleč nad Orlicí) či největší vodní plocha v okolí Hradce Králové – Správčický písník („Správčák“).